# نيلسون وليامز
نيلسون وليامز (بالإنجليزية: Nelson Williams)‏ هو بواق أمريكي، ولد في 26 سبتمبر 1917 في مونتغومري في الولايات المتحدة، وتوفي في 20 نوفمبر 1973 في هولندا في مملكة هولندا.

## وصلات خارجية
- نيلسون وليامز على موقع ميوزك برينز (الإنجليزية)
- نيلسون وليامز على موقع أول ميوزيك (الإنجليزية)
- نيلسون وليامز على موقع ديسكوغز (الإنجليزية)